# Rugby Club I Cavalieri 2010-2011

## Eccellenza 2010-11

### Stagione regolare
| Incontro                    | Andata | Ritorno |
| --------------------------- | ------ | ------- |
| Veneziamestre — I Cavalieri | 10-20  | 12-40   |
| I Cavalieri — S.S. Lazio    | 22-9   | 21-16   |
| Rovigo — I Cavalieri        | 20-10  | 13-6    |
| I Cavalieri — Mogliano      | 47-10  | 42-24   |
| I Cavalieri — GranDucato    | 35-22  | 20-14   |
| Petrarca — I Cavalieri      | 13-25  | 25-18   |
| I Cavalieri — Rugby Roma    | 23-17  | 34-25   |
| Crociati — I Cavalieri      | 25-18  | 19-32   |
| I Cavalieri — L’Aquila      | 32-17  | 22-20   |

#### Risultati della stagione regolare
| Posizione | G  | V  | N | P | PF  | PS  | DP   | B  | Pt |
| --------- | -- | -- | - | - | --- | --- | ---- | -- | -- |
| 2ª        | 18 | 14 | 0 | 4 | 467 | 311 | +156 | 11 | 67 |

### Fase finale
| Turno | Incontro               | Andata | Ritorno |
| ----- | ---------------------- | ------ | ------- |
| SF    | Petrarca — I Cavalieri | 31-18  | 6-5     |

## European Challenge Cup 2010-11

### Prima fase

#### Girone 1
| Incontro                 | Andata | Ritorno |
| ------------------------ | ------ | ------- |
| I Cavalieri — Connacht   | 23-21  | 7-83    |
| Harlequins — I Cavalieri | 55-17  | 48-16   |
| Bayonne — I Cavalieri    | 65-7   | 31-7    |

#### Risultati del girone 1
| Posizione | G | V | N | P | PF | PS  | DP   | B | Pt |
| --------- | - | - | - | - | -- | --- | ---- | - | -- |
| 4ª        | 6 | 1 | 0 | 5 | 77 | 303 | -226 | 0 | 4  |

## Verdetti
- I Cavalieri qualificati alla European Challenge Cup 2011-2012